# Ḩak-e Soflá
Ḩak-e Soflá (persiska: حك سفلى, حَكِّ پائين, حَكِّ سُفلَى, حَكِ پائين) är en ort i Iran.   Den ligger i provinsen Markazi, i den centrala delen av landet, 270 km sydväst om huvudstaden Teheran. Ḩak-e Soflá ligger 1 848 meter över havet och antalet invånare är 449.
Terrängen runt Ḩak-e Soflá är varierad.Runt Ḩak-e Soflá är det ganska tätbefolkat, med 54 invånare per kvadratkilometer. Närmaste större samhälle är Tūreh, 8,9 km nordväst om Ḩak-e Soflá. Trakten runt Ḩak-e Soflá består till största delen av jordbruksmark.